# Nature One
Nature One est un festival allemand de musique électronique fondé en 1995, organisé annuellement au début du mois d'août près de Kastellaun. Ce festival qui, le temps d'un week-end, rassemble environ 65 000 visiteurs, investit le site d'une ancienne base militaire américaine où étaient stockés des missiles atomiques de longue portée (Raketenbasis en allemand).

## Histoire

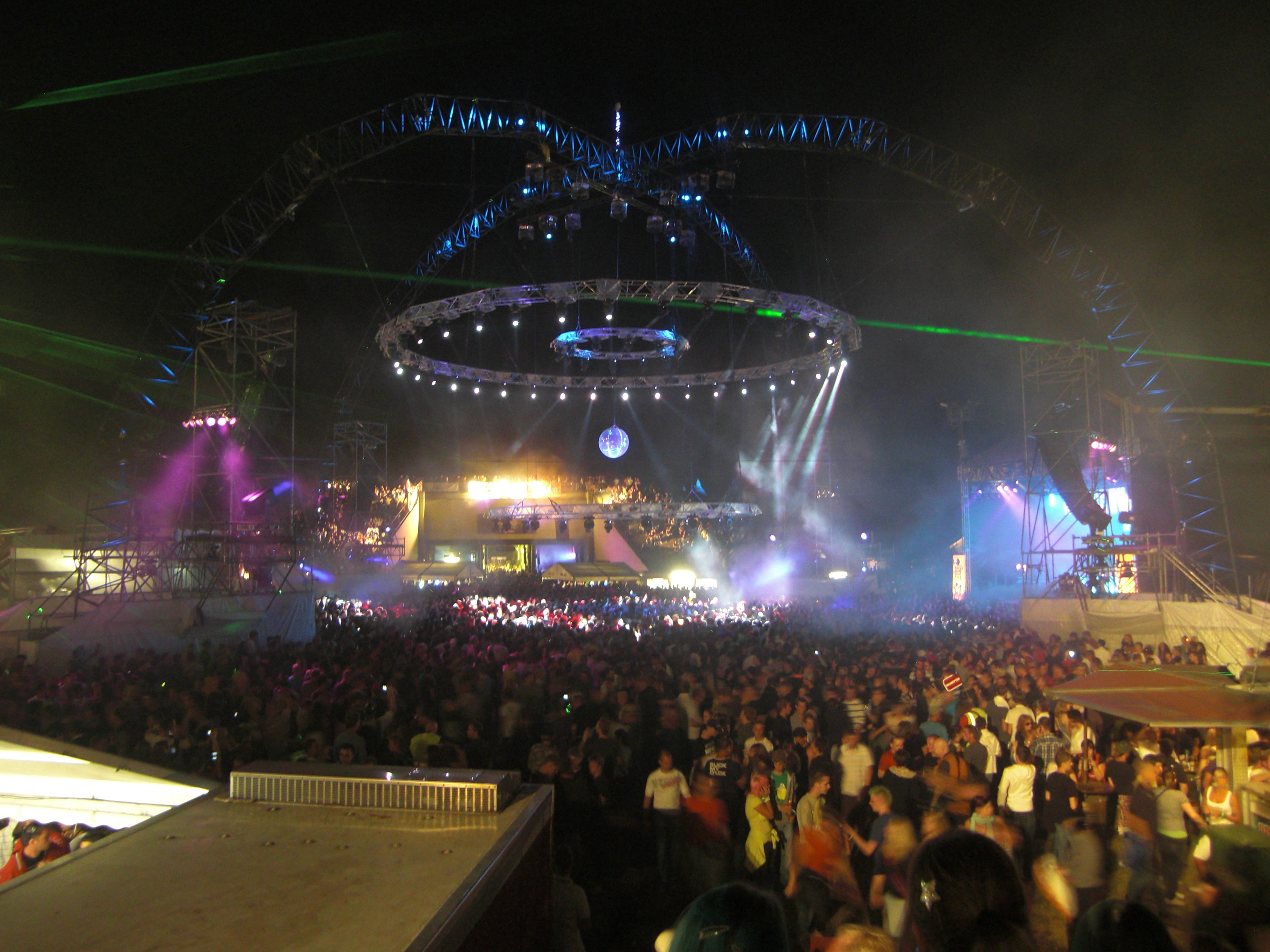
Nature One en 2009.

Le site porte le nom de Pydna en souvenir de la vache du propriétaire du champ, expulsé par les militaires américains afin de construire la base. Cette base militaire était destinée à accueillir des têtes nucléaires. Le démantèlement de la base date de la fin des années 1980 (la fin de la guerre froide en Allemagne).
La première édition de Nature One a lieu en 1995 sur le site de l'aéroport de Francfort-Hahn. L'année suivante, Nature One est déplacé sur le site de l'ancienne base de missiles de Pydna, où il se déroule encore aujourd'hui. En 1997, la possibilité d'y camper les jours de l'événement esterte pour la première fois. L'année suivante, les premiers clubs ont leur propre floor (zone de danse) à Nature One. En 1998, ils étaient sept, en 1999 déjà onze et en 2003, seize clubs y étaient représentés.
Depuis 2005, le site de Pydna est de nouveau utilisé à des fins militaires, principalement par le site voisin de l'armée allemande. Malgré cela, l'événement Nature One peut continuer à se dérouler sur ce site. La même année, une personne a trouvé la mort lors de Nature One. Un jeune de 19 ans est retrouvé sans vie dans sa tente. Selon le parquet de Bad Kreuznach, il est mort des suites de la prise d'héroïne et d'ecstasy.
En 2007 et 2008, une édition est organisée en Pologne, en plus de Nature One dans le Hunsrück. Celle-ci est organisée à Katowice et accueille entre 4 000 et 5 000 visiteurs. Les années suivantes, I-Motion ne poursuit pas ce projet. En outre, en 2008, le site Nature One de Pydna est agrandi d'environ 20 000 m2. En 2010, Nature One est élu meilleur événement de musique électronique pour la dixième année consécutive par les lecteurs du magazine Raveline. Afin d'agrandir le Century Circus, le plus grand espace dédié à la techno, les surfaces du Century Circus et du Classic Terminal ont été échangées en 2011.
Le festival est annulé en 2020 et 2021 en raison de la pandémie de Covid-19, une maladie virale dont la propagation devait être contrée par l'interdiction par les autorités de tout type d'événement majeur,. Après cette pause de deux ans, Nature One reprend avec succès entre le 5 et le 7 août 2022.

## Concept

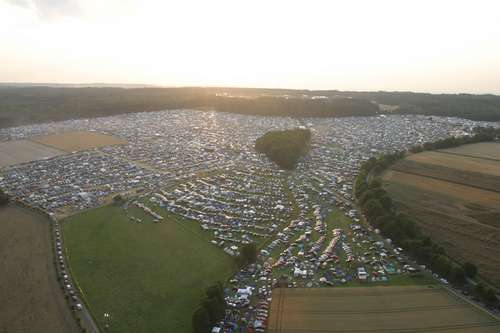
Nature One 2004, vue aérienne du site de campement.

Le festival comprend quatre grandes scènes principales mais sa particularité réside dans l'utilisation des constructions militaires comme scènes à part entière[source secondaire souhaitée], assurant au public un vaste choix musical, de la techno minimale au gabber en passant par la house ou la trance. 
Les six bunkers, traversés par des tunnels sont donc consacrés à une quinzaine de clubs et de labels ; des chapiteaux sont également montés au sommet des bunkers pour les besoins du festival. Par exemple, le concept Thunderdome de l'organisateur événementiel néerlandais ID&T a occupé une scène chaque année, de 2001 à 2012. Un camping de la taille de 150 terrains de football (plus de 50 000 campeurs) se constitue du jeudi au dimanche soir.

## Programmations
- 1995 : Techno Goes Nature (13 000 visiteurs)
- 1996 : Open Air 96 (15 000 visiteurs)
- 1997 : The Festival (20 000 visiteurs)
- 1998 : Festival 98 (25 000 visiteurs)
- 1999 : Lost in Emotion (30 000 visiteurs)
- 2000 : Sound of Love (36 000 visiteurs)
- 2001 : Super Natural (40 000 visiteurs)
- 2002 : Summer, Sound, System (45 000 visiteurs)
- 2003 : Alive and Kickin′ (50 000 visiteurs)
- 2004 : The Golden Ten (52 000 visiteurs)
- 2005 : Mission to Future (48 000 visiteurs)
- 2006 : Live Your Passion (45 000 visiteurs)
- 2007 : Das dreizehnte Land (50 000 visiteurs)
- 2008 : Wake Up in Yellow (58 000 visiteurs)
- 2009 : Smile is the Answer (61 000 visiteurs)
- 2010 : The Flag Keeps Flying (55 000 visiteurs)
- 2011 : Go Wild - Freak Out (54 000 visiteurs)
- 2012 : You are Star (56 000 visiteurs ; principaux DJ : Kasparov, Evil Activities, Bass-D[7]
- 2013 : A Time to Shine (64 000 visiteurs)
- 2014 : The Golden 20 (72 000 visiteurs)
- 2015 : Stay as You Are (65 000 visiteurs)
- 2016 : Red Dancing Flames (65 000 visiteurs)
- 2017 : We Call it Home (56 000 visiteurs)
- 2018 : All You Need to Be (54 000 visiteurs)
- 2019 : The Twenty Five (65 000 visiteurs)
- 2020 : Canceled /We Will Meet Again (livestream)
- 2021 : Canceled /Streaming Weekend (livestream)
- 2022 : Like Nowhere Else (60 000 visiteurs)
- 2023 : Where We Belong[8]